# Jim Lauderdale
James Russell Lauderdale (Troutman, 11 de abril de 1957) é um cantautor americano de música country, bluegrass e americana. Desde 1986, ele lançou 31 álbuns de estúdio, incluindo colaborações com artistas como Ralph Stanley, Buddy Miller e Donna the Buffalo. Um "compositor de compositores", suas músicas foram gravadas por dezenas de artistas, como George Strait, Gary Allan, Elvis Costello, Blake Shelton, Dixie Chicks, Vince Gill e Patty Loveless.

## Primeiros anos
Lauderdale nasceu em Troutman, Carolina do Norte, filho de Barbara Ann Lauderdale (née Hobson) e do Dr. Wilbur "Chap" Chapman Lauderdale. A mãe de Lauderdale era originalmente do Kansas. Além de seu trabalho como professora de escola pública e piano, ela atuou nas Igrejas Presbiterianas Reformadas Associadas em Troutman, Charlotte e Due West, Carolina do Sul, onde atuou como diretora musical, organista da igreja e diretora de coral. Seu pai nasceu em Lexington, Virgínia, filho do reverendo David Thomas e Sallie Ann Lauderdale (née Chapman). O pai de Lauderdale era um ministro notável na Igreja Presbiteriana Reformada Associada. Lauderdale tem uma irmã, Rebecca "Becky" Tatum, e um sobrinho, Mark.
Ele cresceu em Due West, Carolina do Sul. Seus pais eram cantores. Ele também cantou em seus primeiros anos e aprendeu bateria aos onze anos, gaita aos treze e banjo aos quinze. Ele citou a influência de Ralph Stanley e da música bluegrass desde tenra idade. Ele tocou uma variedade de músicas, incluindo bluegrass, Grateful Dead e tradicional em uma dupla com o melhor amigo Nathan Lajoie na adolescência.
Ele frequentou a Carolina Friends School em Durham, na Carolina do Norte, e depois passou para a Escola de Artes da Carolina do Norte, em Winston-Salem, na Carolina do Norte, estudando teatro. Ele tocou em bandas country e bluegrass durante a faculdade.
Lauderdale é um residente de longa data de Nashville, Tennessee.

## Outras atividades
Lauderdale já recebeu o Americana Music Awards desde que ganhou seu primeiro prêmio de Artista do Ano e Canção do Ano em 2002. Ele foi juiz do segundo, 10.º e 11.º Independent Music Awards anuais para apoiar carreiras de artistas independentes. Ele é presidente honorário do Chris Austin Songwriting Contest todo mês de abril no MerleFest em Wilkesboro, NC.
Ele apresentou "The Jim Lauderdale Show" na Rádio WSM . Ele é o anfitrião, juntamente com Buddy Miller, "The Buddy & Jim Show" no SiriusXM Outlaw Country. Lauderdale também é apresentador e intérprete frequente do "Music City Roots", um programa semanal de música americana transmitido ao vivo pela web do The Factory at Franklin, nos arredores de Nashville.

### Jim Lauderdale: The King of Broken Hearts
Um documentário chamado Jim Lauderdale: The King of Broken Hearts, dirigido por Jeremy Dylan, foi lançado em 2013. Usando entrevistas com Elvis Costello, Buddy Miller, John Oates, Gary Allan, Tony Brown e Jerry Douglas, o filme descreve os sucessos e fracassos de Lauderdale como artista.